# Półzbroja

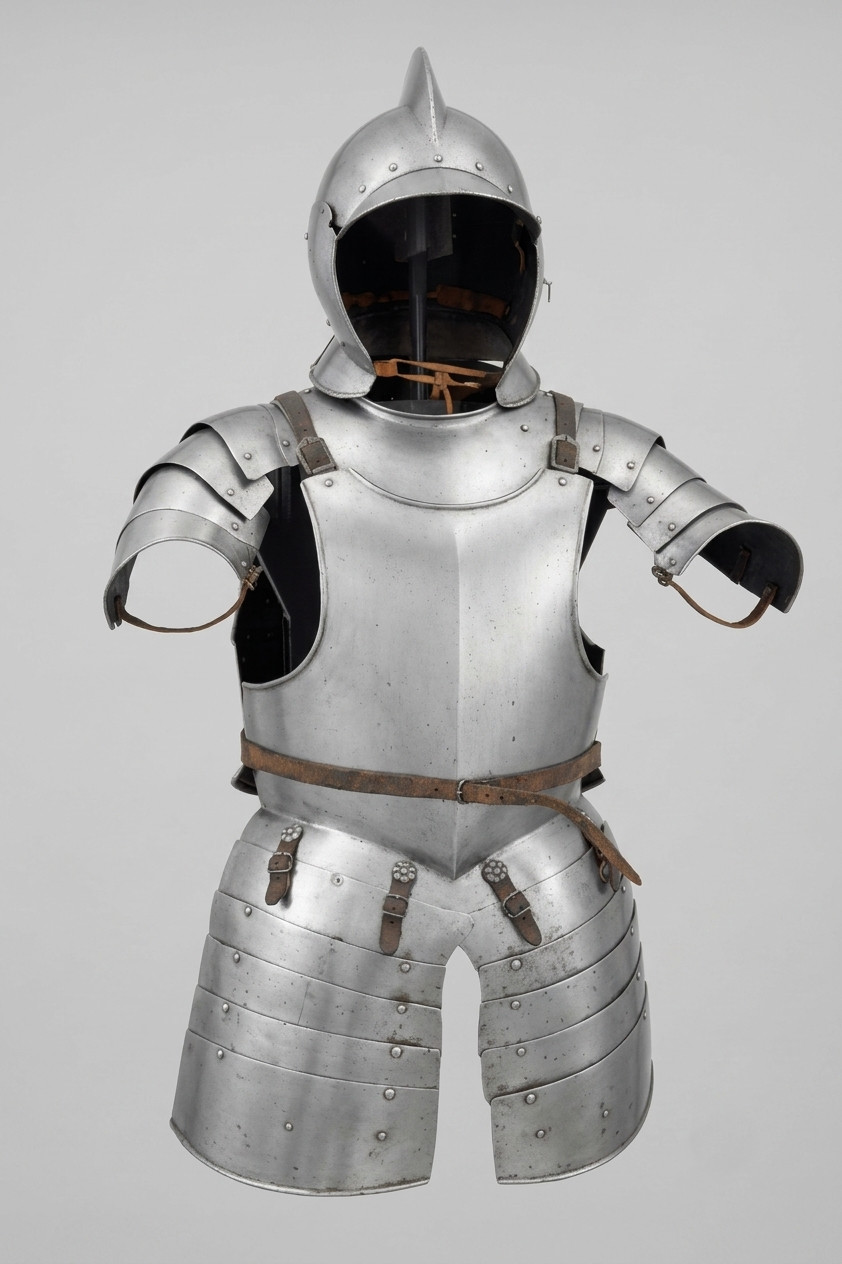
Półzbroja

Półzbroja (także: półpancerz, zbroja pikinierska, landsknechtowska) – niepełna zbroja płytowa, używana przez piechotę i jazdę w XVI-XVII wieku. Szczególnie popularna na terenach Niemiec i Szwajcarii w formacjach pikinierów i landsknechtów.
Jej podstawowymi elementami był kirys i hełm typu otwartego (np. szturmak, pappenheimer, morion). Jako elementy dodatkowe stosowano naramienniki, obojczyk, oraz fartuch lub nabiodrki. W rzadszych przypadkach stosowano również rękawice. Z czasem rezygnowano z kolejnych elementów dodatkowych, pozostawiając jedynie hełm i kirys (lub sam napierśnik) z fartuchem.

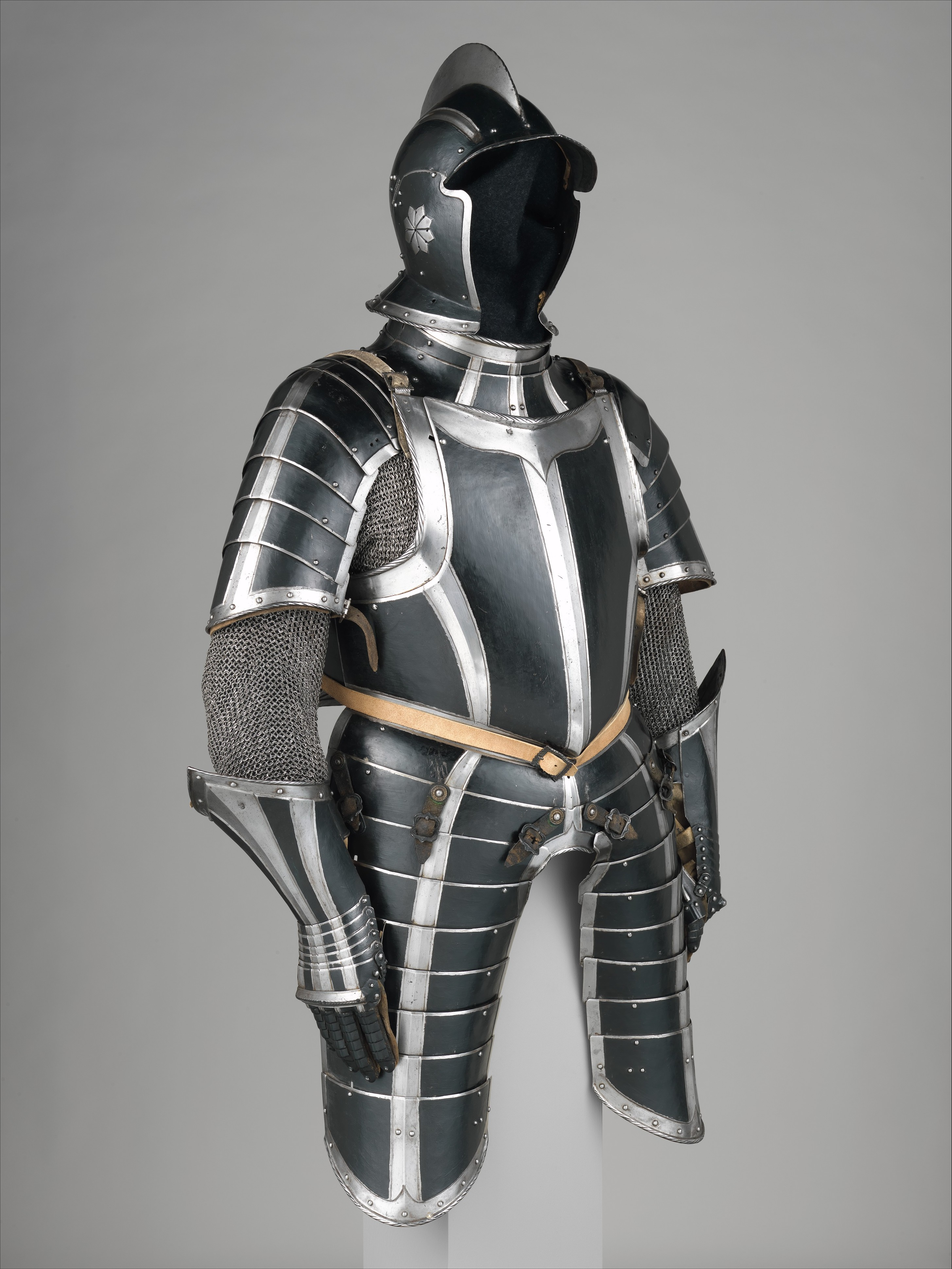
Półzbroja z naramiennikami, nabiodrkami i rękawicami, początek XVII w.
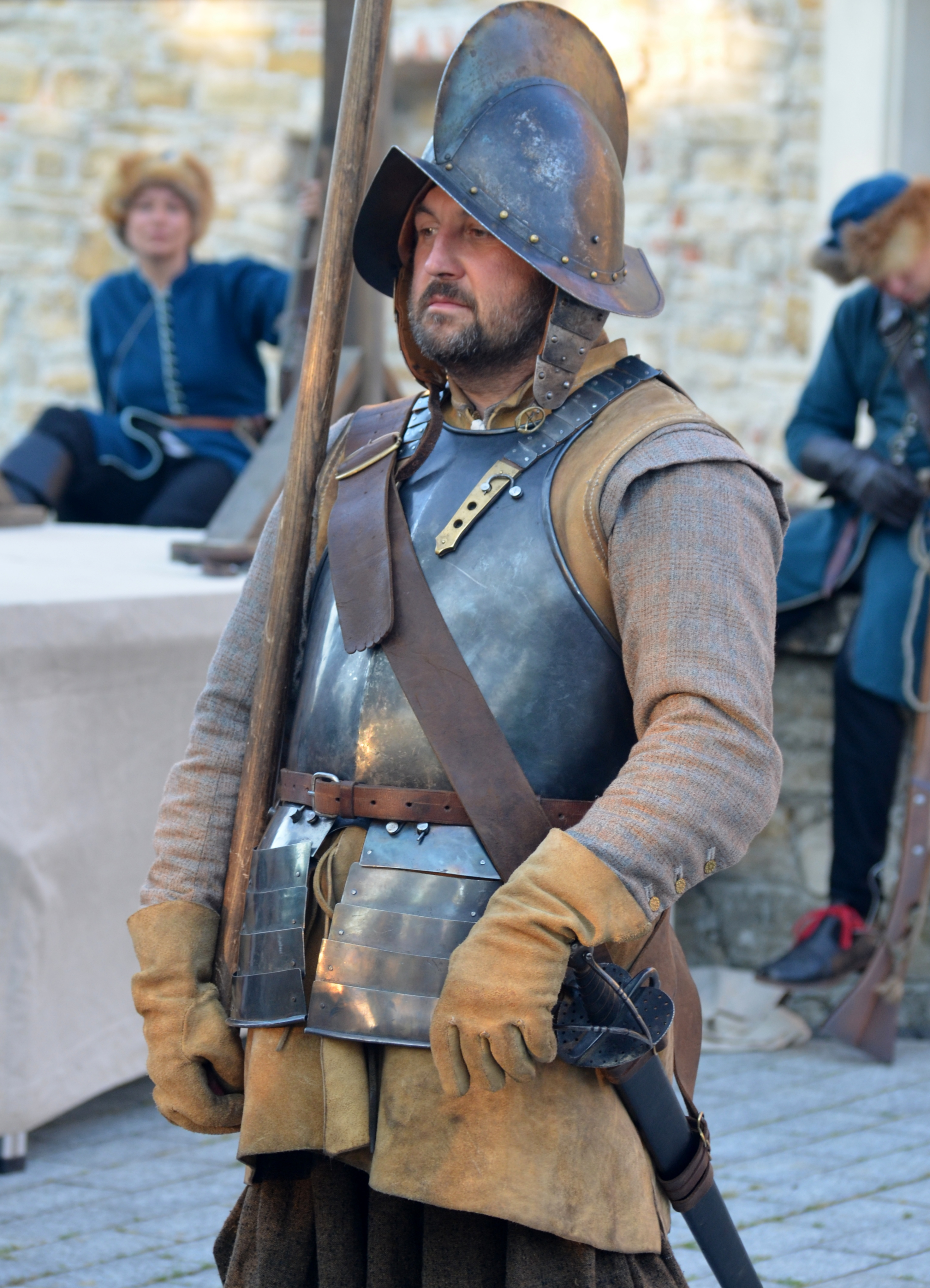
Pikinier w półzbroi pozbawionej naramienników (rekonstrukcja historyczna)
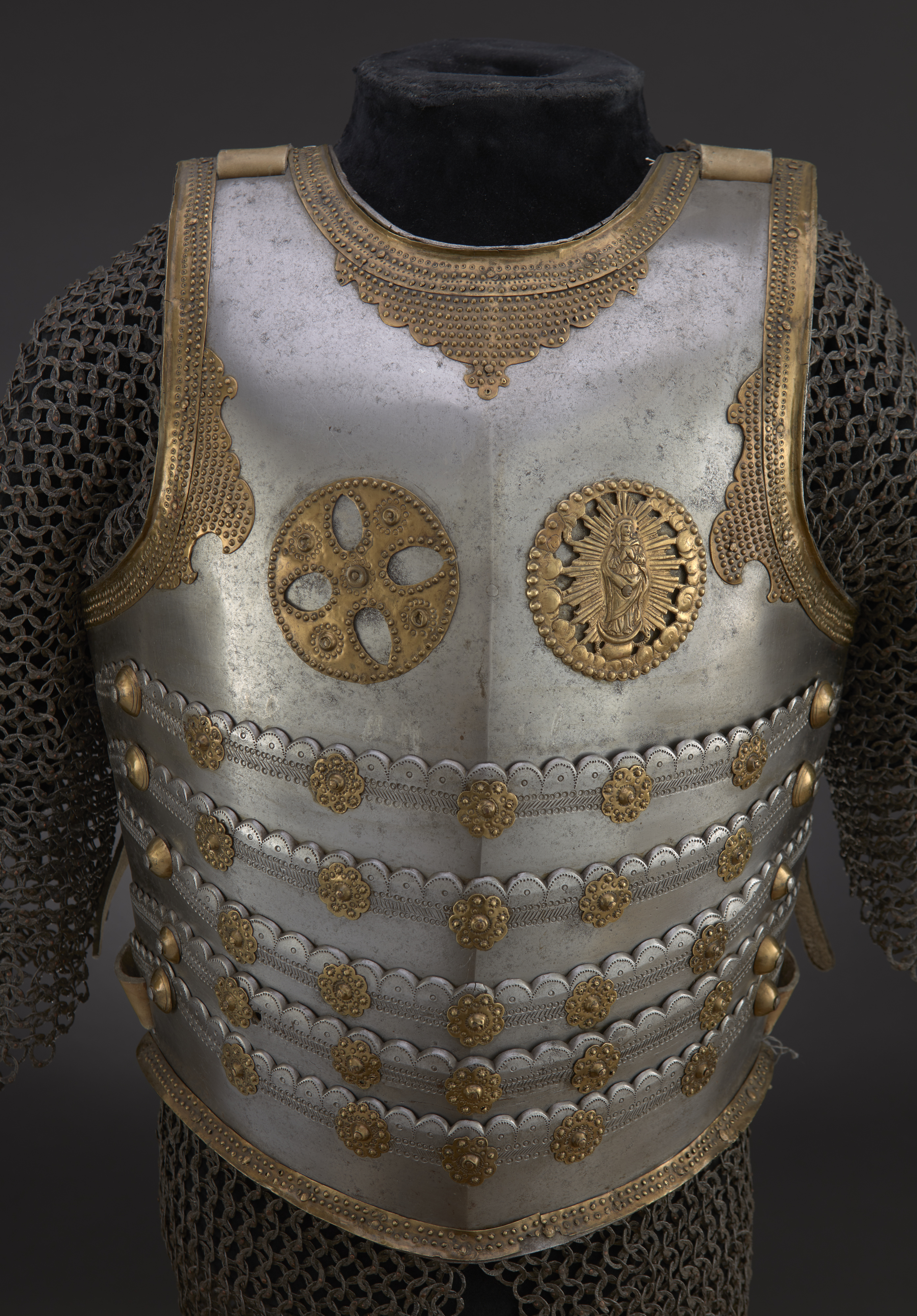
Półzbroja husarska z XVIII wieku, kolekcja Muzeum Narodowego w Krakowie